# Oriolo
Oriolo (Rijùuë in dialetto locale) è un comune italiano di 1 795 abitanti della provincia di Cosenza, in Calabria.
Di origine remote, nacque come fortezza a difesa dei cittadini scappati dalle coste per rifugiarsi dalle continue incursioni dei saraceni.
Arroccato su uno sperone a circa 450 metri d'altezza, conserva un borgo medievale, con facciate di palazzi nobiliari, sulla strada principale che porta al castello aragonese.
Fu feudo dapprima dei Sanseverino da Salerno, per poi passare nel XVI secolo, ai marchesi Pignone del Carretto.

## Geografia fisica
Si arriva ad Oriolo mediante la Strada statale 481 della Valle del Ferro, una larga e scorrevole superstrada di recente costruzione che collega Oriolo alla Costa Jonica in poco più di 10 minuti. Chi viene da Sud deve imboccarla ad Amendolara e proseguire per 22 km, chi viene da Nord (SS 653 Lauria-Policoro) deve invece all'altezza del lago di Monte Cotugno imboccare la SS 92, che poi si congiunge prima di Cersosimo nella SS 481 che conduce ad Oriolo. Oriolo è collegata via autobus di linea ad Amendolara mediante le autolinee SAJ con varie corse al giorno. Inoltre, è collegata con Cersosimo sempre con le autolinee SAJ nei giorni feriali.
Oriolo è un'ottima base per escursioni nelle valli circostanti (Val Sarmento, Valle del Sinni) e nella catena del Pollino (Gole del Raganello, Monte Pollino, Alessandria del Carretto).
Il borgo antico sorge su uno sperone di arenaria cementata e massiccia. Domina la valle del Ferro, solcata dall'omonimo fiume, una volta noto come fiume Acalandro.
L'Acalandro era il confine fra la Siritide e la Sibaritide. La Sibaritide si estendeva dal fiume Trionto all'Acalandro e la Siritide dall'Acalandro al fiume Aciris (Agri). In un testo del 1601 viene riportato: «altre abitazioni nella parte orientale della provincia, cominciando dal fiume Siri infino al fiume Acalandro… sono queste, La Rocca Imperiale, … Riolo, … Boleto».

## Origini del nome
L'etimologia del toponimo risale a hordeolus, "chicco d'orzo", etimo identificato da Gerhard Rohlfs.

## Storia

### Dall'età antica all'alto Medioevo
Il geografo greco Strabone cita il fiume Siri parlando della guerra sostenuta dai Tarantini, quando questi ultimi assoldarono Alessandro il Molosso, re dell'Epiro e zio di Alessandro Magno.

Il "kastron" di Oriolo era all'incrocio fra il valico montano che da Pandosia Bruzia attraversava la Lagaria, Serra Maiori, il territorio di Oriolo, fino a Sibari, oltre il Pollino, e la strada di penetrazione lungo la valle dell'Acalandro.

L'attuale città fortificata venne costruita per difendersi da eventuali invasioni saracene. È tristemente nota quella di Abbas Ibn Fadhl, poi sconfitto da Ludovico II, e Niceforo Foca. Un'altra più feroce invasione fu quella di Ibrahim Ibn Ahmed, che mise a ferro e fuoco la Calabria, soprattutto lungo la costa. Giorgio Toscano, nella sua Storia di Oriolo (1695), probabilmente si riferiva a questo periodo per affermare che le popolazioni della costa, per non essere sterminate dagli infedeli, si ritrassero "sotto lo scoglio" di Oriolo, insediandosi nella contrada Ravita. Poi costruirono abitazioni a più piani… "che cinsero con mura merlate". Resti di dette mura erano visibili anni addietro soprattutto a SW dell'attuale Centro Storico. Nel periodo bizantino il consolidamento dello stato, la nuova organizzazione sociale, la ripresa economica, il fervore monastico, recano un rinnovamento profondo e trionfante (Quilici).
Il territorio "si copre di una fitta rete di abitati, di città; i nuovi insediamenti bizantini dei kastra e degli oppida, il carattere dell'espansione agraria legata al sistema delle torri e dei casali fortificati testimoniano la fitta maglia di tutela alla pace del territorio." (Quilici-Siris Heraclea)
Atti notarili fino al 1139 chiaramente parlano del kastro di Oriolo. Nell'atto il nome di Oriolo è riportato come kastron Ourtzoulon (in greco bizantino Κάστρον Ορτζουλόν). Negli atti successivi è riportato come kastron Ourzoulon (1117), Ortzoulon (1131), Orgilon (1132), Orghiolon (1186), Ordeolum (1221-atto di donazione di Federico II di Svevia). Nel settembre del 1117 Mabilia, contessa di Oriolo, donò all'abbazia della Santissima Trinità di Cava, al suo abate Pietro ed agli altri fedeli la chiesa di San Pietro di Bragalla con i casali e tutte le pertinenze che possedeva nell'ambito del territorio di Oriolo. Con l'abbandono dei territori da parte di Bisanzio cominciò la loro latinizzazione e subentrarono le monarchie normanne.

### Il basso Medioevo
Intorno all'anno Mille Oriolo era già una "civitas" e, per come detto, sede notarile; infatti l'atto del 1015 si conclude: "sottoscritto da me Leone notaio della città di Oriolo". Della grandezza e importanza di Oriolo se ne ha riconferma da una bolla del papa Alessandro II del 13 aprile 1068 inviata ad Arnaldo, arcivescovo di Acerenza. Risultano appartenenti alla sede metropolitica le "città" di Venosa, Montemilone, Potenza, … Gravina, Matera, Tursi … Virolo (Oriolo), con i castelli, pagliai, agglomerati urbani minori, monasteri e cittadini..
Nel 1129 Oriolo venne cinta d'assedio e presa da re Ruggero. "Fu nuovamente teatro d'armi lo stesso anno" (Quilici, Siris Heraclea).

Con un atto del 24 aprile 1221 Federico II di Svevia donò al monastero dei Cistercensi di Santa Maria del Sagittario "una grandiosa foresta" nel territorio di Oriolo. Nel 1679 ancora alcuni cittadini di Oriolo corrispondevano il terraggio al cardinale Vidoni, commendatario dell'abbazia del Sagittario. Nel 1246 Oriolo era tenuto in subfeudo da Ruggero De Amicis, come è dichiarato da un protocollo del 10 gennaio 1277. Ruggero De Amicis, "feudatario di Cerchiara, Albidona, Orioli", era uno degli alti funzionari siciliani più in vista e fu da ultimo Gran Giustiziere. Partecipò alla congiura contro Federico II insieme a Pandolfo di Fasanella, vicario generale in Toscana, ed ai fratelli Morra. La congiura venne scoperta da Riccardo di Caserta e ai congiurati vennero confiscati i beni. Ruggero morì nel 1248 e, quindi, fu il figlio Corrado ad essere reintegrato nella baronia di Oriolo dopo il perdono di Federico.
È opportuno ricordare Ruggero De Amicis anche per il suo contributo alla Scuola Siciliana; si scambiava, infatti, versi e ballate con Rinaldo d'Aquino, uno dei maggiori rappresentanti di detta Scuola "fra i più grandi nella corte di Federico".
Nel 1265 Oriolo era posseduto da Carlo II d'Angiò. Dai registri angioini del 1276 si evince che Oriolo contava 1 025 abitanti. Nel 1278 era signore di Oriolo Calgono della Marra.

### I Sanseverino
I Della Marra mantennero il possesso feudale fino all'inizio del XV secolo. Oriolo, infatti, nel 1403 era già posseduto dai Sanseverino, principi di Salerno e Grandi di Spagna, i quali, però, capeggiarono una congiura e il feudo venne incamerato dalla Regia Corte. Oriolo continuò ad essere demanio regio sotto Giovanna I, re Ladislao, e Giovanna II. Alla morte di Ladislao (1414) i cittadini di Oriolo si ribellarono. La regina Giovanna, con atto del 14 ottobre 1414, concesse l'indulto e in seguito dette agli oriolesi il privilegio di essere esenti dalla giurisdizione dei regi governatori e dal Giustizierato della Provincia di Vallograto e Terra Giordana.
Il 3 giugno 1428 Ludovico III "compatendo i danni subiti dalla Università a causa delle guerre con incendi, distruzione di case, riconoscendo la diminuzione della popolazione per il trasferimento in altri luoghi" e soprattutto per la fedeltà e la devozione alla corona, concedeva numerosi sgravi fiscali. Negli atti di Ludovico III non c'era più la dicitura: "della nostra terra di Oriolo", ma semplicemente "Terrae Ordeoli" a significare che era estinta la giurisdizione regia. Cominciava quella baronale; infatti il feudo di Oriolo passò poi ai Sanseverino che si macchiarono nuovamente del reato di ribellione ma, "ridotti alla fedeltà", in data 17 gennaio 1461, supplicarono il re affinché "si degnasse di fare indulto ad essi, Signori sudditi e vassalli". Chiesero ancora la riconferma e la nuova concessione delle città, terre e castelli, dei beni burgensatici e feudali.
Ferdinando I d'Aragona, detto Ferrante, restituì i beni ai Sanseverino, dando a Giovanna la Terra di Diano, a Roberto il principato di Salerno, a Barnabò Corigliano, Casalnuovo, Amendolara ed Oriolo in Calabria Citra. Durante la guerra fra Carlo V e Francesco I Oriolo subì per 25 giorni l'assedio delle truppe francesi, comandate dal generale Odet de Foix, visconte di Lautrec (1485-1528).
Successivamente Francesco I venne sconfitto da Carlo V, che ridonò il feudo ai Sanseverino. Dopo l'ennesima congiura, nel 1552, l'imperatore Carlo V processò e dichiarò fellone Ferdinando Sanseverino, colpevole di "lesa maestà". Il feudo di Oriolo venne incamerato dalla Regia Camera della Sommaria e poi venduto a Marcello Pignone, presidente della stessa. Con decreto del 1º luglio 1553 la Regia Camera fece la liquidazione delle rendite dei corpi feudali della Terra di Oriolo e dei suoi casali. L'atto di vendita venne poi confermato e ratificato da Filippo II il 12 aprile 1558.

### I Pignone del Carretto

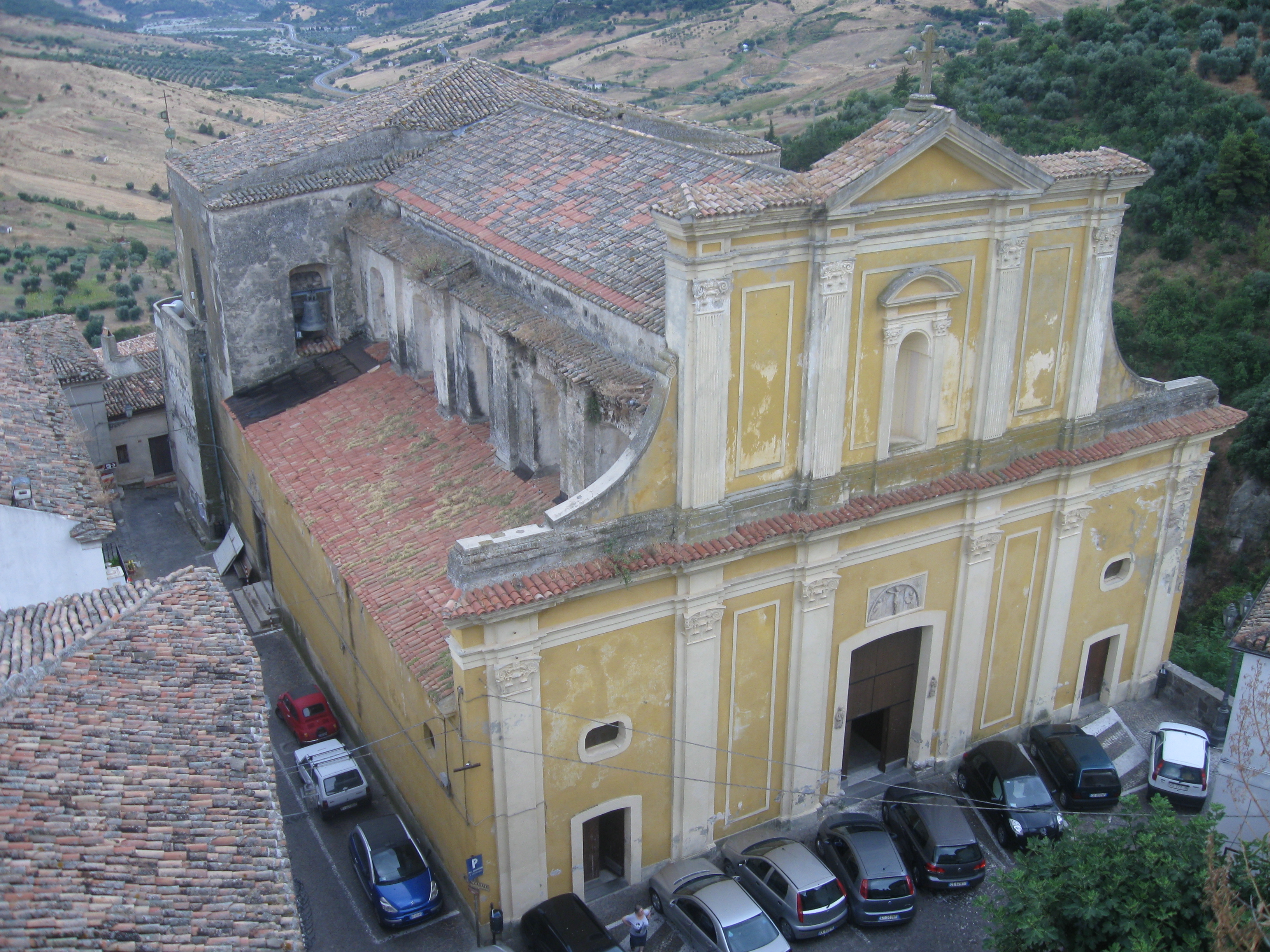
La Chiesa Madre vista dal Castello.

Con il matrimonio fra Aurelio Leone e Costanza di Sangro del Carretto i Pignone diventarono Pignone del Carretto. Nel 1571 un folto gruppo di Oriolesi partecipò alla battaglia di Lepanto. È doveroso ricordare Michele Angelo d'Uva che, insieme ad altri volontari, seguì Don Giovanni d'Austria, figlio di Carlo V. A ricordo venne introdotta in Oriolo la devozione e la festa della Vergine del Rosario, celebrata la prima domenica di ottobre. Nel 1647, durante la nota rivoluzione di Masaniello, i rivoltosi oriolesi occuparono il castello, danneggiando suppellettili e saccheggiando tutto, dopo aver costretto il Pignone ad arrendersi.
L'8 gennaio 1693 un evento tellurico interessò tutta la Calabria e anche Oriolo, ma la struttura urbanistica del borgo resse alle scosse. Gabriele Barrio nel suo "Antichità e luoghi della Calabria" così descriveva Oriolo: "Quindi vi è la cittadella di Riolo, su una roccia, in posizione elevata; intorno ad essa sovrastano i monti… vi si produce un vino rinomato, ci cresce anche il cotone". Oriolo, a partire dalla formazione della sua struttura urbanistica civile, impreziosì nei secoli il suo tessuto urbano con cellule finalizzate al culto religioso. Alcune di queste erano e sono rimaste dei veri e propri monumenti nazionali, ma di alcune strutture rimangono solo i resti che però archeologicamente testimoniano l'importanza e l'efficace presenza storica.
La vita religiosa in Oriolo ebbe la massima fioritura nel 1700. Esistevano allora 6 cappelle laicali, 3 congregazioni e 1 confraternita. L'ultima confraternita, quella di San Giorgio, sopravviveva ancora nel 1926-29, avendo allora donato una campana ancora oggi esistente e situata sui resti dell'antico campanile. Fra le principali opere pie si ricordano Santa Maria le Virtù, San Rocco, San Giuseppe, l'Annunciata, San Michele, il Pio Monte dei Morti con un ammontare dell'"annuo censo lordo di 57 ducati e grana 68" (1819).

### L'Ottocento

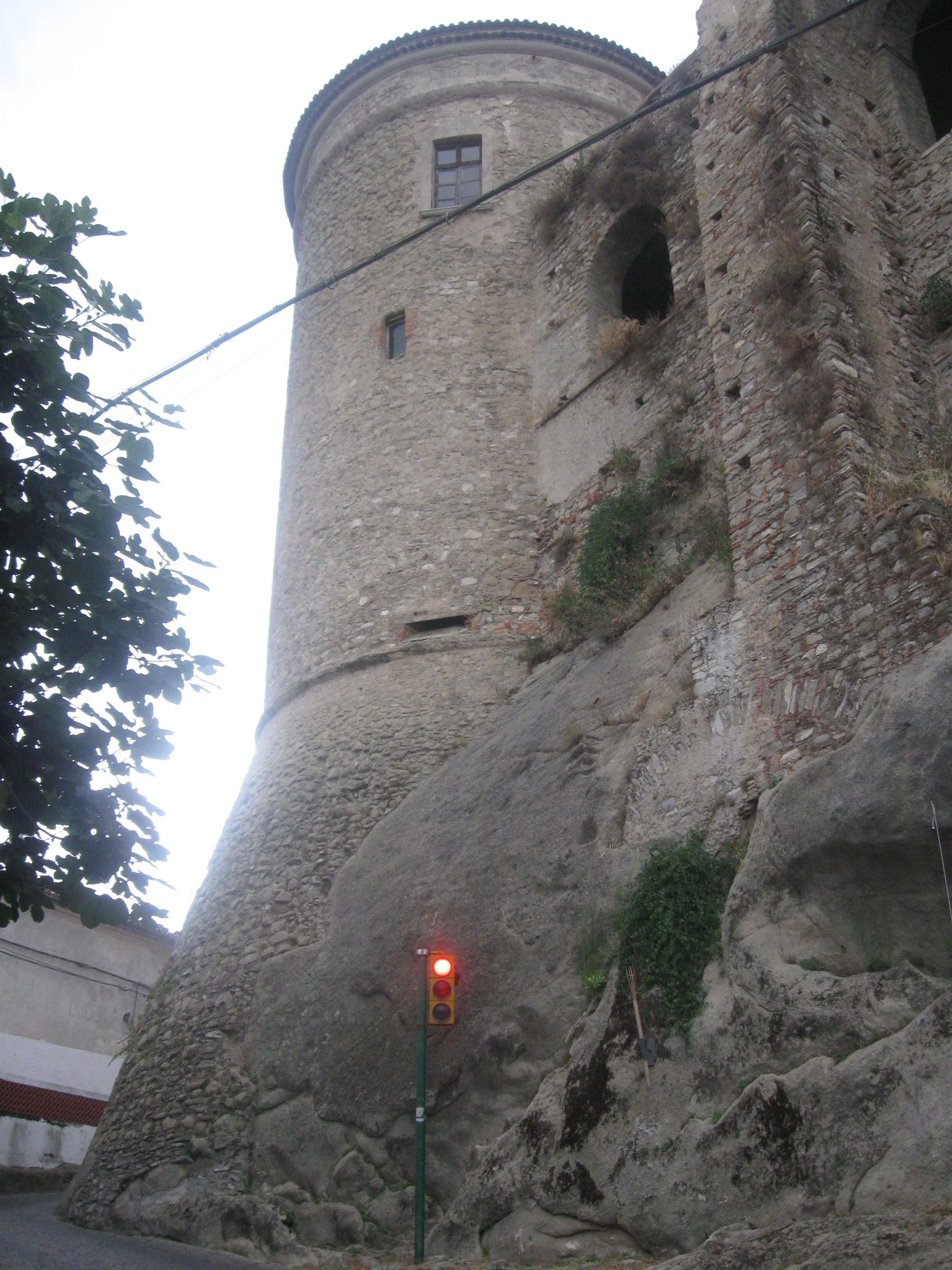
Un torrione circolare del Castello di Oriolo.

Un'altra circostanza importante è la lettera di Giuseppe Garibaldi indirizzata a Giuseppe Pignone del Carretto il 10 settembre del 1860, a lungo ignorata e portata alla pubblica attenzione solo nel 2011 da Vincenzo Diego, giornalista e già vicesindaco di Oriolo, alla vigilia del 150º anniversario dell'Unità d'Italia. Nel saggio I gigli recisi, Giuseppe Pignone del Carretto e la fine del regno borbonico si descrive il periodo che va dal 27 gennaio del 1857 al 10 settembre del 1860. In quest'arco di tempo, il marchese di Oriolo e principe di Alessandria, Giuseppe Pignone, che nasce l'8 maggio del 1813, tra le mura della fortezza di Oriolo, è sindaco di Napoli. Ferdinando II, seguendo la tradizione di porre a capo della città patrizi napoletani, lo aveva chiamato, dopo alcuni mesi di interregno, a succedere a Don Antonio Caraffa di Noja. In tre anni il sindaco Pignone si occupò della Capitale, come in pochi fecero nel passato; scrisse tra le altre cose anche il cerimoniale della Casa Regnante, ma fu soprattutto il Sindaco della transizione tra il vecchio ordine e il nuovo, come scrisse in una lettera Liborio Romano, ex ministro borbonico e dall'8 settembre 1860 capo del governo del nuovo corso. Il Marchese di Oriolo si trovò a dover fronteggiare, assieme ai rappresentanti del Governo borbonico, una situazione delicatissima. Bisognava gestire l'ingresso di Garibaldi nella capitale del Regno, evitando tumulti e spargimenti di sangue, così come raccomandato dal Re. Il 7 di settembre Pignone, assieme al generale De Sauget, comandante della Guardia Nazionale, si recò a Salerno e dopo una tumultuosa riunione, dove si misero a punto gli ultimi accordi col generale delle camicie rosse, si partì per raggiungere Cava dei Tirreni, alle 11, per poi salire sul treno con destinazione Napoli. Il compito del Marchese di Oriolo terminò con l'arrivo di Giuseppe Garibaldi nella città che fu di Francesco II. Poche ore dopo, il giorno 8, il Sindaco rassegnò le dimissioni. Garibaldi avrebbe voluto mantenere il Principe D'Alessandria al suo posto, ma Pignone aveva giurato fedeltà al Re. Allora, il 9 settembre, Garibaldi, con decreto, nomina il suo successore, Andrea Colonna, ma al Sindaco che si ritirava gli indirizzò una lettera, pubblicata anche negli "Atti del Governo", dove si leggono l'ammirazione e la gratitudine del Dittatore nei confronti di un uomo coerente (uno dei pochi) e capace; secondo altri, invece, Pignone fu un opportunista. Il Regno delle Due Sicilie, anche con il contributo di un figlio di Oriolo e dell'Alto Ionio, si avviava a diventare parte di un nuovo Regno, quello d'Italia. Una nuova avventura per milioni di meridionali, un'avventura che ancora oggi, a quasi 150 anni, fa discutere, ma che nel bene o nel male ha segnato la vita sociale, economica e politica del meridione e del nostro Paese. Il Principe di Alessandria e Marchese di Oriolo si spense a Portici nel 1894. I solenni funerali furono celebrati nella Regia Cappella monumentale del tesoro di San Gennaro.
Dopo la nomina del nuovo sindaco in persona di Andrea Colonna, avvenuta il giorno 9 settembre, Garibaldi diresse al coerente sindaco che si ritirava questa lettera molto onorevole (pubblicata per la prima volta sul Corriere di Napoli e gelosamente custodita dal figlio del principe Pignone, Carlo):
Il Decreto con cui ho provveduto alla nomina del suo successore nell'ufficio di Sindaco di questa capitale, è stato un omaggio che ho dovuto rendere alla sua politica delicatezza. Sò che l'opera sua, a giudizio dell'universale, è riuscita utilissima al Municipio; e di ciò che la onora io pure le rendo grazie. Confido, che non sia lontano il momento, in cui io possa rivederla in qualche pubblico ufficio degno di Lei.
Soddisfo poi ad un bisogno del mio cuore, manifestandole la mia viva riconoscenza pel modo veramente patriottico con cui Ella ha adempiuto nel giorno 7 del corrente alla missione affidatale, insieme al Comandante della Guardia Nazionale. Ella così operando ha potentemente contribuito, perché la transizione del vecchio al nuovo ordine di cose, sia stata per ogni classe di abitante di questa capitale una vera festa civica.
Il Dittatore
Napoli, 10 settembre 1860»
(Giuseppe Garibaldi, 1894)

### Il Novecento
Nel 1931 Oriolo raggiunse i 5 000 abitanti ed era allora il centro più popolato dell'Alto Ionio. Dal Medioevo fino agli anni sessanta del Novecento Oriolo era il maggiore centro dell'Alto Ionio Cosentino, unico centro della zona in cui fossero presenti l'istruzione superiore, un distretto sanitario e altri servizi di base. Oriolo ha visto più che dimezzare la sua popolazione in meno di un secolo: nel 2019 aveva circa 2 000 abitanti, mantenendo comunque la sua vocazione turistica già sviluppata dalla seconda metà del Novecento, anche grazie al teatro all'aperto "La Portella".

### Simboli
Lo stemma e il gonfalone del comune di Oriolo sono stati concessi con decreto del presidente della Repubblica del 12 ottobre 1985.
Il gonfalone è un drappo di rosso.

## Monumenti e luoghi d'interesse

### Architetture religiose

#### Parrocchiale di San Giorgio
La chiesa di San Giorgio, chiesa madre di Oriolo, è un luogo di culto di origine normanna, adiacente al castello. Venne ampliata e adornata nel Settecento. Al suo interno, a tre navate, è conservata una statua della Madonna col Bambino risalente al 1581, e di guardia all'ingresso, due leoni del 1264.
Sparse qua e là nel centro storico vennero costruite cappelle devozionali sia da parte di privati che dell'Università. Si citano la cappella di S. Francesco di Paola, inserita nel palazzo Toscani, di S. Michele, oggi distrutta e sull'omonima piazzetta, della SS. A Annunziata ius patronato dell'Università, nelle vicinanze della chiesa madre. Quest'ultima fu ed è il centro della religiosità della comunità di Oriolo. Il titolare è san Giorgio, da sempre protettore di Oriolo.
Nel 1860 venne "nominato" nuovo patrono san Francesco di Paola. La devozione al santo di Cappadocia venne importata nel periodo delle Crociate e la tradizione vuole che siano di questo santo i resti del cranio, oggi venerati e conservati in un reliquiario di argento settecentesco, ma nel seicento sicuramente posti dentro lo scudo della statua d'argento. Nel 1461 la chiesa era già un grosso impianto, costituito da due navate. Alla presenza di "molti ufficiali e regi consiglieri" venne in essa letto l'atto di clemenza di Ferdinando I d'Aragona, figlio di Alfonso il Magnanimo, nei confronti dei Sanseverino. Durante la rimozione del pavimento, nel corso del primo intervento di consolidamento dello stabile da parte della Soprintendenza di Cosenza venne alla luce il colonnato del primo impianto. L'elenco degli edifici monumentali del Ministero dell'Educazione Nazionale (Roma 1938) riporta alla voce Oriolo: Chiesa arcipretale di S. Giorgio Martire, al corso Vittorio Emanuele, per gli avanzi dell'antica torre campanaria in pietra vista (secolo XV), e per il portale con cimasa e bassorilievi del Crocefisso e santi. La chiesa, oggi a tre navate perché ampliata nella seconda metà del Settecento, conserva importanti opere d'arte.

#### Ex-monastero francescano
Nella metà del Quattrocento nel luogo della Ravita ed a ridosso del Borgo venne costruito il convento dei Minori claustrali del 3º Ordine di San Francesco d'Assisi. Detto convento, fino al 1691, dette ben sette padri provinciali fra cui padre Bonaventura, morto in odore di santità. Era depositario della reliquia di san Francesco di Paola che padre Dionigi Colomba portò dalla Francia, quale dono della regina Caterina de' Medici. Tempo addietro è stata individuata dall'allora assessore alla cultura del Comune di Oriolo la cappella di famiglia di padre Colomba, oggi indicata da una lapide commemorativa. Un atto notarile del maggio 1680, ritrovato dal prof. Vincenzo Toscani, ci indica che in detto anno la reliquia era già in Oriolo.
Manca pertanto nell'elenco stilato il 6 dicembre 1808 da mons. Danicourt, per delega del vescovo di Tours. Il convento dei terziari venne soppresso con decreto del 7 agosto 1809. Oggi, dell'antico convento rimangono pochi resti.
Ai margini del centro storico, "extra moenia", fu costruita la chiesa di Santa Maria delle Virtù cui fu annesso un ospedaletto, frutto del testamento di Fernando Carmando, morto nel 1640. Sia la chiesa che l'ospedale erano ius patronato dei Buoni Fratelli di S. Giovanni di Dio per cessione del diritto da parte dell'Università di Oriolo. Sulla facciata dell'attuale chiesetta campeggiano lo stemma dei Pignone e quello francescano, datati 1651.

### Architetture civili
- Palazzo Santo Stefano (XVI secolo).

### Architetture militari
- Castello. Fu costruito dai Sanseverino, ed era in origine a pianta quadrangolare con corte interna, e quattro torrioni angolari[9], due dei quali crollati all'inizi del secolo scorso in seguito ad una frana. Anticamente vi si accedeva tramite un ponte levatoio, sostituito in seguito con una scalinata col portale e lo stemma dei Pignone. Abbandonato durante il periodo barbarico, il castello venne ricostruito nello stesso luogo in epoca bizantina[9]. È adornato con affreschi del Seicento.

## Società

### Evoluzione demografica
Abitanti censiti

La popolazione oriolese scese sotto quota 3 000 abitanti nel 2001, e perde oggi circa 40 abitanti l'anno.
Lo spopolamento costante di Oriolo è causato spesso dall'emigrazione interna che spinge una parte della popolazione verso Trebisacce, che dagli anni settanta è il centro principale dell'Alto Ionio Cosentino e dalla gran parte delle persone che emigrano nel Nord Italia in cerca di lavoro.

## Cultura

### Cinema
Alcune riprese del film su Gioacchino da Fiore Il Monaco che vinse l'Apocalisse di Jordan River sono state girate nel Castello medievale di Oriolo.

## Economia
Il comune dal 2016 è associato al club de "I borghi più belli del Mediterraneo", de "I borghi più belli d'Italia" ed è stato insignito della Bandiera arancione, marchio di qualità turistico-ambientale conferito dal Touring Club Italiano.

## Amministrazione
| Periodo | Periodo   | Primo cittadino       | Partito              | Carica  | Note |
| ------- | --------- | --------------------- | -------------------- | ------- | --- |
| 1985    | 1993      | Giuseppe Maria Basile | Democrazia Cristiana | sindaco | novembre 1993-aprile 1994 prof. Vincenzo Toscani dimessosi dopo aver dichiarato il dissesto. 1995: commissario prefettizio. |
| 1995    | 2004      | Mario Maiuri          | Centro Sinistra      | sindaco | |
| 2004    | 2009      | Nicola Pugliese       | Centro Sinistra      | sindaco | |
| 2009    | 2014      | Francesco Colotta     | Lista Civica         | sindaco | |
| 2014    | 2019      | Giorgio Bonamassa     | Lista Civica         | sindaco | |
| 2019    | in carica | Simona Colotta        | Partito Democratico  | sindaco | |

### Gemellaggi
- Costigliole Saluzzo

## Sport

### Calcio
La principale squadra di calcio cittadina è l'U.S. Oriolo che milita nel girone A calabrese di 2ª Categoria.